# 坦尼山
坦尼山（英語：Mount Tenney），是南極洲的山峰，位於帕爾默地，處於拉塔迪山脈以西和海厄特山西北面17公里，美國地質調查局根據測量和美國海軍拍攝的空中照片繪入地圖，現時由南極條約體系管理。